# Mechte Navstrechu
Mechte Navstrechu è un film del 1963 diretto da M. Karzhukov e Otar Koberidze.

## Trama
Un'astronave aliena proveniente dal pianeta Centuria e diretta verso la Terra è costretta ad un atterraggio di emergenza su Marte. In soccorso degli alieni parte dalla Terra la nave interstellare Ocean.

## Remake americano
La sceneggiatura del film servì come base per il film di fantascienza statunitense Queen of Blood del 1966, il quale utilizzò anche alcuni filmati presi da questo e da altri film sovietici come Stazione spaziale K-9.